# GUNPEY
GUNPEY（グンペイ）は、アクションパズルゲームのシリーズ名。
ゲームボーイの産みの親として知られるゲームクリエイター横井軍平が、任天堂から独立した後に監修した。発表当初はタイトルのカタカナ表記を「ガンピー」としていたが、これが横井の遺作となったため、「グンペイ」の名を正式なものとした。
原型となる作品である「へのへの」の制作を経て、1999年にワンダースワンのローンチタイトルとして発売され、手軽ながら中毒性のある内容から同ハードを代表するパズルゲームとされている。

## ルール
縦10列、横5列からなるフィールド画面下から、徐々にせり上がってくる ライン付きのパネル(それぞれ四隅が線で結ばれている「／」、「＼」、「∧」、「∨」の4種類） を上下を入れ替えて移動させ、フィールドの左右の壁をラインでつなぐとラインを構成するパネルが消滅する。せり上がるパネルがフィールドの上端まで達するとゲームオーバーとなる。
パネルは横一列につながるようにつなぐだけでなく、「＼」および「／」を駆使して上下にずらしたり、変則的なS字を描くようにしたりと、最終的に線が端から端につながるようにすれば消すことができるため、一度のライン消しで多くのパネルを消すことが可能になる。
パネルの消滅処理がされる際にはゲームの進行が一時停止するがその間もパネルを移動することが可能であり、パネルを「あとづけ」してより多くのパネルを消去することが可能。これは横井が任天堂時代に開発に参加した『パネルでポン』の「アクティブ連鎖」（消去処理中にパネルを移動して連鎖数を増やすシステム）の発展形といえる。
オリジナルのルールでは、消去したパネルは空白のパネルになるのだが、後年の作品ではラインの上方に位置するパネルが、消した分だけ下がる「ブレイク」も実装されている。これはパネルが下がった時に下にあるパネルでさらにラインを繋げるコンボを作ることができる。

## バリエーション
へのへの
GUNPEYの前身にあたるキーチェーンタイプの液晶ゲーム。

### GUNPEY
GUNPEY
ワンダースワン用ソフトとして1999年3月4日にバンダイより発売。「販売20万本突破記念パック」としてワンダースワン本体との同梱版も発売された。
たれぱんだのぐんぺい
ワンダースワン用ソフトとして1999年12月9日にバンダイより発売。
発売当時人気のあったたれぱんだを使用したキャラクターゲーム。たれぱんだ版のワンダースワン本体との同梱版も発売された。
GUNPEY
PlayStation用ソフトとして1999年12月16日にバンダイより発売。
唯一の据置ゲーム機用。
GUNPEY（アーケード）
2000年にバンプレソフトよりリリース。PlayStation版と非常に近いシステムとなっている。
GUNPEY EX
ワンダースワンカラー用ソフトとして2000年12月9日にバンダイより発売。
ラインに色が付いており、同じ色のパネルでラインを構成するとボーナス得点となる。
MOBILE GUNPEY
NTTドコモの携帯電話 P502i に内蔵されていたもの。iアプリではない（iアプリは503iシリーズからである為）。

### GUNPEY-R
下記の2作品は、Q ENTERTAINMENTが開発した。
音をつなごう!グンペイりば～す
ニンテンドーDS用として2006年10月19日に発売。
タッチペンによる直接的なパネルの移動や、2画面を切り替えて同時にプレイするモードなどDSの機能を活かした新モードが多数追加されている。また、タイトルの通り音楽ゲームとしての要素も追加された。
なお、本ソフトには「ピコピコマシーン」という内蔵シーケンサーを実装。KORG DS-10のように音を組み合わせて音楽を作ることが出来る。公式サイト上では、「KAOSS PAD」と組み合わせた実演動画が公開されていた。なお、公式サイトではWEB用のピコピコマシーンもあり、作成した曲を投稿することも出来た。
登場するキャラクターは、ワンダースワン版及びPlayStation版に登場していたキャラクターがモチーフ。また、グンペイの元々のタイトル名を取った「ガンピーくん」のアクションを楽しむモードが搭載されている。
尚、「ブレイク」が初めて実装されたバージョンでもある。

GUNPEY-R（グンペイ リバース）
PlayStation Portable用として2007年1月11日に発売。日本国外で先行販売され、高評価を得た。
移り変わる音楽とスキンをバックにグンペイをプレイする。スキンはムービーやレイヤーアニメで表現され、操作音や消した際の音などが直接バックの音楽にリンクする。また、その音はスキン変更と共に様々な変化を遂げる。つまりは、グンペイのシステムで同社開発の『ルミネス』をプレイしている感覚に近い。
ワイド画面を活かし、りば～すの様に2つの画面を切り替えられるダブルスキンや、横のパネル数も10列に伸ばしたグンペイ10×10などの新モードも追加されている。

### ぐんぺい 花のカーニバル
ぐんぺい 花のカーニバル
Android及びiOS用のアプリとして2017年2月27日にバンダイナムコエンターテインメントより配信。2017年12月13日をもってサービス終了。
基本無料（アイテム課金制）。プレイヤーはミミズのキャラクターで、魔法使いによって枯れた花を復活させるストーリー。途中にはボス戦も存在する。
課金アイテムの「金のどんぐり」を、新たなキャラクターを買う為のゲーム内通貨「葉っぱ」やゲームクレジット的役割の「ハート」に交換する事で、スムーズに進めて行く事も出来る（各アイテムはゲームプレイでも増加可能）。

## その他
アニメ映画『シン・エヴァンゲリオン劇場版𝄇』では主要キャラクターの一人であるアスカが度々、グンペイを遊んでいる模様が見られる。